# Mitchel Oviedo
Mitchel Oviedo Hernández (ur. 7 lipca 1988 w Veracruz) – meksykański piłkarz występujący na pozycji lewego pomocnika, obecnie zawodnik Celayi.

## Kariera klubowa
Oviedo jest wychowankiem akademii juniorskiej klubu Chivas de Guadalajara, lecz jeszcze zanim został włączony do pierwszej drużyny, udał się na wypożyczenie do drugoligowego zespołu Pumas Morelos z siedzibą w Cuernavace. Tam spędził rok jako podstawowy zawodnik, zaś po powrocie do Chivas, w wieku dwudziestu dwóch lat za kadencji szkoleniowca José Luisa Reala, zadebiutował w meksykańskiej Primera División, 7 sierpnia 2010 w wygranym 1:0 spotkaniu z San Luis. W swojej ekipie pełnił jednak wyłącznie rolę głębokiego rezerwowego, wobec czego po upływie roku został wypożyczony do niżej notowanego Querétaro FC. Tam regularniej, choć również przeważnie jako rezerwowy, pojawiał się na ligowych boiskach, a premierowego gola w najwyższej klasie rozgrywkowej strzelił 21 kwietnia 2012 w zremisowanej 2:2 konfrontacji z Tolucą. W lipcu 2013 przeniósł się do drugoligowego klubu Delfines del Carmen, gdzie spędził rok, jednak tam również nie potrafił sobie wywalczyć miejsca w pierwszym składzie, głównie z powodu kontuzji.
Po kolejnym powrocie do Chivas, Oviedo nie został zgłoszony do rozgrywek ligowych, wobec czego przez sześć miesięcy pozostawał bez klubu. W styczniu 2015 na zasadzie wypożyczenia zasilił ekipę Tiburones Rojos de Veracruz, gdzie przez pół roku ani razu nie pojawił się jednak na ligowych boiskach, po czym podpisał umowę z drugoligowym Celaya FC.
| Sezon     | Klub                        | Kraj   | Rozgrywki  | Mecze | Bramki |
| --------- | --------------------------- | ------ | ---------- | ----- | ------ |
| 2009/2010 | Pumas Morelos               | Meksyk | Ascenso MX | 30    | 0      |
| 2010/2011 | Chivas de Guadalajara       | Meksyk | Liga MX    | 1     | 0      |
| 2011/2012 | Querétaro FC                | Meksyk | Liga MX    | 14    | 1      |
| 2012/2013 | Querétaro FC                | Meksyk | Liga MX    | 16    | 1      |
| 2013/2014 | Delfines del Carmen         | Meksyk | Ascenso MX | 3     | 0      |
| 2014/2015 | Tiburones Rojos de Veracruz | Meksyk | Liga MX    | 0     | 0      |
| 2015/2016 | Celaya FC                   | Meksyk | Ascenso MX |       |        |

## Kariera reprezentacyjna
W 2005 roku Oviedo został powołany przez szkoleniowca Jesúsa Ramíreza do reprezentacji Meksyku U-17 na Mistrzostwa Ameryki Północnej U-17. Tam pełnił wyłącznie rolę rezerwowego – wystąpił w jednym z trzech możliwych spotkań (po wejściu z ławki), zaś jego kadra, będąca wówczas współgospodarzem turnieju, z kompletem zwycięstw zajęła pierwsze miejsce w grupie. Zakwalifikowała się tym samym na rozgrywane kilka miesięcy później Mistrzostwa Świata U-17 w Peru, jednak on sam nie znalazł się w składzie na juniorski mundial.